# Eluana Englaro
Eluana Englaro (Lecco, Italia, 25 de noviembre de 1970 - Údine, 9 de febrero de 2009) fue una mujer italiana que estuvo en estado vegetativo debido a un accidente de tráfico desde el 18 de enero de 1992 hasta la fecha de su muerte. Ante la situación irreversible de la hija, su padre apoyó la posibilidad de suspender el suministro de alimentos, dejándola morir, ya que, según él, "habría expresado claramente el deseo de morir en caso de sufrir un accidente que la dejara en coma o en estado vegetativo". Sin embargo, el caso generó gran controversia en el marco del habitual debate en torno a la eutanasia hasta llegar al ámbito político y judicial.

## Juicio

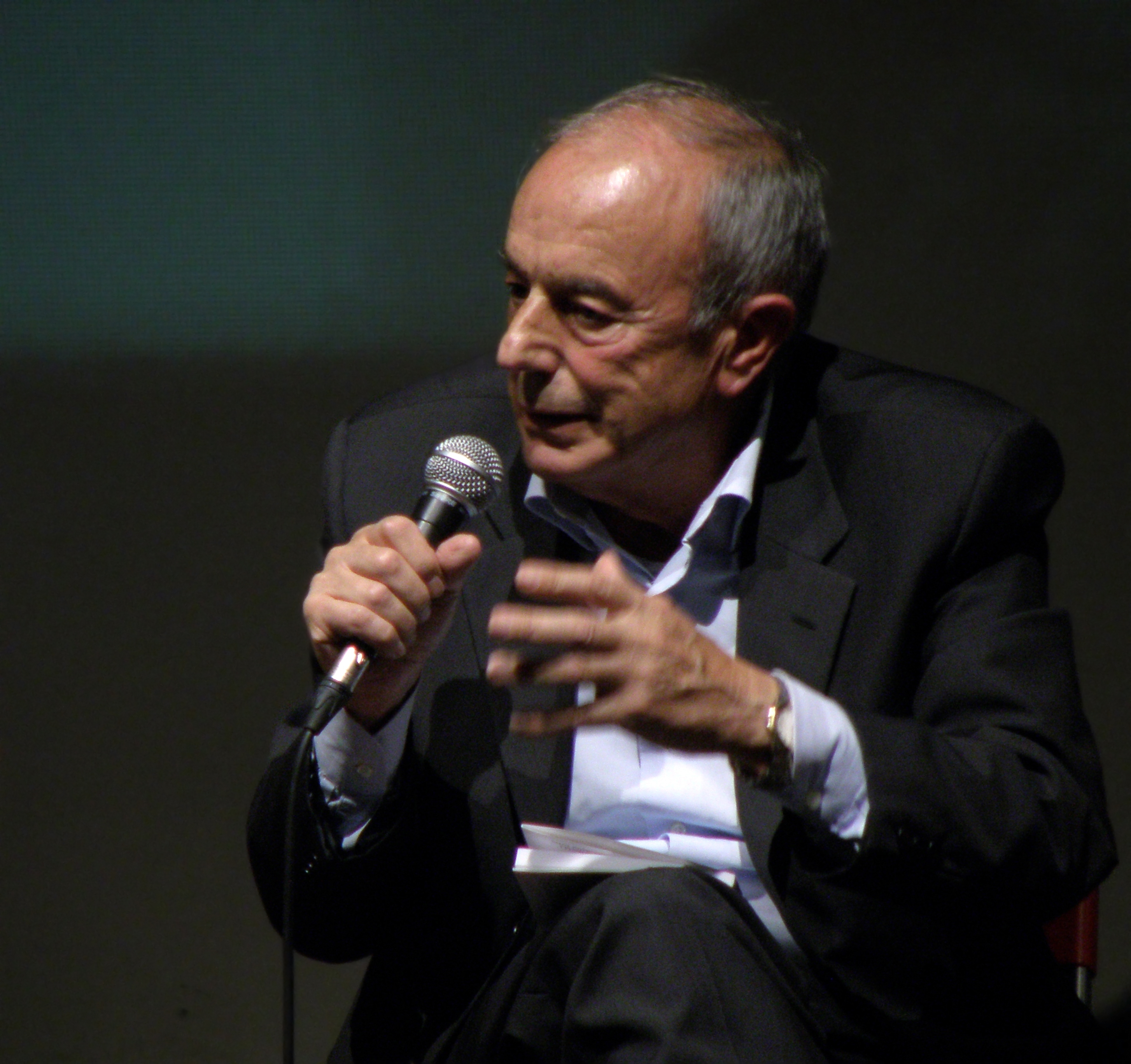
Beppino Englaro, padre de Eluana Englaro. Foto tomada luego de la exhibición de Sospesi tra cielo e terra, en Milano.

El caso fue llevado a  los tribunales y la petición del padre fue rechazada en diciembre de 1999 por la Corte de Apelaciones de Milán, y en abril de 2005 por la Corte de Casación (en Italia, Tribunal Supremo). Una petición de un nuevo juicio fue concedida por la misma Corte de Casación el 16 de octubre de 2007, lo que generó una dura crítica por parte del Vaticano. La Corte de apelaciones de Milán sentenció, en julio de 2008, que el padre y tutor de Eluana, Beppino Englaro, tenía permitido interrumpirle el suministro de alimentación e hidratación.
Desde el año 1994, Eluana había estado al cuidado de unas religiosas, las Hermanas de la Misericordia, en la clínica Beato Luigi Talamoni, en Lecco. Su padre decidió cambiarla a otro hospital para lograr que se hiciera efectiva la medida de interrumpir su tratamiento. La opinión pública discrepó en torno a la sentencia de la Corte de Apelaciones, mostrándose algunos a favor de ella, como el Partido Radical Italiano, y otros en contra, tales como el periodista Giuliano Ferrara y los sectores religiosos.
Antes de la muerte de Eluana, Beppino Englaro llegó a señalar que, pese a encontrarse legalmente facultado para suspender el tratamiento de su hija, no estaba dispuesto a proceder hasta que todo el proceso de apelación hubiera concluido.[cita requerida]
El 13 de noviembre de 2008, la Corte Suprema de Italia concedió al padre de Eluana el derecho a desconectarla de las máquinas que le permiten seguir con vida; decisión que se encontró con la inmediata oposición por parte del gobierno italiano y de la Iglesia católica. El cardenal Ennio Antonelli, presidente del Consejo Pontificio para la Familia, señaló que: "Eluana está en 'estado vegetativo', pero no es vegetal. Es una persona que está durmiendo. La persona, incluso en tal estado, mantiene toda su dignidad. La persona es valiosa en sí misma, no por cuanto ella consume o produce, o por el placer o satisfacción que puede dar a otros".
En febrero de 2009 fue llevada a un hospital privado de Údine, donde un equipo médico (constituido solo por voluntarios) la asistiría mientras permaneciese en él. El 6 de febrero de 2009, Silvio Berlusconi redactó un decreto que pretendía obligar a continuar con el tratamiento de Eluana, pero el presidente de la república, Giorgio Napolitano, rehusó firmarlo, impidiendo que entrase en vigor.
Finalmente murió a las 19:35 (GMT+1) el 9 de febrero de 2009.